# Blesk (seriál)
Blesk (v anglickém originále The Flash) je americký akční sci-fi televizní seriál natočený na motivy komiksových příběhů o Flashovi vydavatelství DC Comics. Premiérově byl vysílán na stanici CBS v letech 1990–1991, kdy v jedné řadě vzniklo celkem 22 dílů. Seriál byl na DVD vydán v roce 2006. V Česku byl seriál poprvé vysílán od 30. srpna 1996 do 24. ledna 1997 na ČT1.
Představitel titulní role Bleska, John Wesley Shipp, ztvárnil v novější televizní adaptaci komiksu, seriálu Flash (2014–2023), Barryho otce – Henryho Allena, dále Jaye Garricka / Flashe i samotného Barryho Allena ze seriálu Blesk. V seriálu Flash si roli doktorky McGeeové zopakovala i Amanda Pays, jako James Jesse / Trickster se vrátil Mark Hamill a Vito D'Ambrosio se opět představil v roli Anthonyho Bellowse.

## Příběh
Policejní forenzní analytik Barry Allen získá při nehodě s chemikáliemi superrychlost, kterou chce využívat v boji se zločinem i v hledání vraha své matky. Nejprve se ale musí svoji novou schopnost naučit ovládat, v čemž mu pomáhá doktorka Tina McGeeová z laboratoří S.T.A.R. Labs.

## Obsazení
- John Wesley Shipp jako Barry Allen / Blesk (v originále Flash)
- Amanda Pays jako Christina „Tina“ McGeeová
- Alex Desert jako Julio Mendez